# Léa Passion : Vétérinaire
Léa Passion : Vétérinaire (My Pet Hotel sur DS ou My Pet Resort sur GBA) est un jeu vidéo de simulation développé par Independent Arts et édité par Ubisoft. Il est sorti en 2006 sur Windows, Game Boy Advance et Nintendo DS.

## Accueil
- IGN : 6,5/10[1]
- Jeuxvideo.com : 7/20 (Windows)[2] - 8/20 (Game Boy Advance)[3] - 8/20 (DS)[4]

## Suites
- 2007 : Léa Passion : Vétérinaire 2 (Imagine: Animal Doctor ou Imagine: Pet Vet) sur Nintendo DS
- 2007 : Léa Passion : Vétérinaire au zoo sur Windows, noté 4/20 sur Jeuxvideo.com[5]
- 2007 : Léa Passion : Vétérinaire en Australie sur Windows, noté 7/20 sur Jeuxvideo.com[6]
- 2008 : Léa Passion : Vétérinaire - Amie des animaux sur Windows, noté 3/20 sur Jeuxvideo.com[7]
- 2009 : Léa Passion : Vétérinaire - Safari (Imagine: Zookeeper en Amérique du Nord, Imagine: Wildlife Keeper en Europe) sur Nintendo DS